# 華倫·羅賓列特
小祖瑟夫·華倫·羅賓列特（英語：Joseph Warren Robinett Jr.，1951年12月25日—）是一名美國遊戲設計師，曾開發電子遊戲歷史上首部動作冒險遊戲《魔幻歷險》，因他在遊戲中引入彩蛋而知名。他也是The Learning Company的聯合創辦人，開發了益智游戏《Rocky's Boots》等作。

## 早年生活
華倫·羅賓列特生於1951年，在高中時首次接觸電腦並編寫程式。在1970年代初，羅賓列特去大學時在機場中第一次玩電子遊戲。羅賓列特本科就讀於萊斯大學電機工程學和數學系，因為當時的大學沒有電腦科學系，他選修了很多程式設計和藝術相關的課程。在1974年和1976年，羅賓奈特分別在萊斯大學和柏克萊加利福尼亞大學取得電腦應用語言和藝術文學士和電腦科學理學碩士。

## 職業生涯

### 進入雅達利
羅賓列特曾在柏克萊加利福尼亞大學就讀期間收到來自惠普的聘請，但他因對電腦圖形感興趣且認為遊戲設計的工作有趣而選擇向雅達利遞交工作申請。羅賓列特在雅達利設計開發的首部遊戲是《Slot Racers》。他在完成《Slot Racers》後策劃下一作之時，在室友朱利葉斯·史密斯任職的史丹福大學人工智能實驗室中遊玩由唐納德·伍茲和威廉·克羅塞所開發的文字冒險遊戲《巨洞冒險》得到靈感，打算為遊戲添加圖形，開發電子遊戲歷史上首部動作冒險遊戲《魔幻歷險》。因為不滿雅達利在遊戲上只標註了「雅達利」而不顯示遊戲開發者的姓名，羅賓列特設計了一個隱藏關卡，在當中顯示遊戲是由他所開發。1979年，羅賓列特完成《魔幻歷險》的開發，將遊戲交予雅達利後便辭職。《魔幻歷險》發售後銷量達一萬份，而隱藏的關卡被視為電子遊戲最早的彩蛋。

### 辭職以後
在雅達利辭職後，羅賓列特前往歐洲旅行數月。1980年回到美國，籌組The Learning Company。羅賓列特為公司開發了數款教育遊戲，主要參與開發《Rocky's Boots》。1995年，SoftKey以6.06億美元收購The Learning。創辦The Learning Company后，羅賓列特亦先後在美國太空總署和北卡羅萊納大學教堂山分校從事虛擬實境相關工作。此外，他還正撰寫在雅達利工作的自傳——《The Annotated Adventure》。截至2024年11月，該書仍未發售。

## 外部連結
- 華倫·羅賓列特在MobyGames上的資料